# Brent Briscoe
Brent Briscoe (Moberly (Misuri), 21 de mayo de 1961 – 18 de octubre de 2017) fue un guionista y actor estadounidense, conocido por su papel de JJ en ‘’Parks and Recreation’’ (2011-2015).

## Biografía
Briscoe estudió en la Universidad de Missouri y posteriormente empezó su carrera como actor teatral. Posteriormente, dio al salto a la interpretación y la escritura de guiones en el cine. 
Se trasladó a Los Ángeles después de trabajar con Billy Bob Thornton en Sling Blade. También trabajó a menudo con Mark Fauser, con el que había sido compañero de habitación en la universidad.
Briscoe fue hospitalizado en octubre de 2017 después e sufrir una caída. Esto le provocó una hemorragia interna y complicaciones cardíacas que provocaron su muerte el 18 de octubre de 2017, a la edad de 56 años.

## Filmografía
| Año       | Título                                     | Papel                                 | Notas                                   |
| --------- | ------------------------------------------ | ------------------------------------- | --------------------------------------- |
| 1993      | Ghost Brigade                              | Motorista #2                          |                                         |
| 1996      | Sling Blade                                | 'Scooter' Hodges                      |                                         |
| 1997      | U Turn                                     | Boyd                                  |                                         |
| 1998      | Another Day in Paradise                    | Clem                                  |                                         |
| 1998      | Break Up                                   | Sheriff del condado #2                |                                         |
| 1998      | A Simple Plan                              | Lou Chambers                          |                                         |
| 1999      | The Minus Man                              | Jefe de policía                       |                                         |
| 1999      | The Thirteenth Year                        | John 'Big John' Wheatley              | Telefilm                                |
| 1999      | Locos en Alabama                           | Jurado Foreman, voz de Chester Vinson |                                         |
| 1999      | La milla verde                             | Bill Dodge                            |                                         |
| 1999      | Man on the Moon                            | Técnico de Heavyset                   |                                         |
| 2000      | Beautiful                                  | Lurdy                                 |                                         |
| 2001      | Menudo bocazas                             | Junior Barnes                         |                                         |
| 2001      | Madison                                    | Tony Steinhardt                       |                                         |
| 2001      | Driven                                     | 'Crusher'                             |                                         |
| 2001      | Dime que no es verdad                      | Detective Vic Vetter                  |                                         |
| 2001      | Mulholland Drive                           | Detective Neal Domgaard               |                                         |
| 2001      | The Majestic                               | Sheriff Cecil Coleman                 |                                         |
| 2002      | It's All About You                         | Patrón de baño                        |                                         |
| 2002      | Waking up in Reno                          | Russell Whitehead                     |                                         |
| 2002      | Journey of Redemption                      | Badge                                 |                                         |
| 2003      | The Big Empty                              | Dan                                   |                                         |
| 2004      | Spider-Man 2                               | Garbageman                            |                                         |
| 2005      | Twitches                                   | Painter                               | Telefilm                                |
| 2005      | House                                      | The Farmer                            | Episode: "Three Stories"                |
| 2006      | Bon Cop, Bad Cop                           | Judd                                  |                                         |
| 2006      | Bachelor Party Vegas                       | Mel 'Big Gut Mel'                     | Video                                   |
| 2007      | The Messengers                             | Plume                                 |                                         |
| 2007      | In the Valley of Elah                      | Detective Hodge                       |                                         |
| 2007      | Mr. Woodcock                               | Barbero #2                            |                                         |
| 2007      | Home of the Giants                         | Prock                                 |                                         |
| 2007      | Randy and the Mob                          | Griff Postell                         |                                         |
| 2007      | National Treasure: Book of Secrets         | Michael O'Laughlen                    |                                         |
| 2008      | Crazy                                      | Doug Johnson                          |                                         |
| 2008      | Black Crescent Moon                        | Earl                                  |                                         |
| 2008      | Yes Man                                    | Guy                                   |                                         |
| 2009      | The Smell of Success                       | Shotgun Farmer                        |                                         |
| 2009      | The Grind                                  | Brent B.                              |                                         |
| 2009      | Extract                                    | Phil                                  |                                         |
| 2010      | The Killer Inside Me                       | Bum / The Stranger / Visitor          |                                         |
| 2010      | Bloodworth                                 | Coble                                 |                                         |
| 2010      | Dirty Girl                                 | Oficial Perry                         |                                         |
| 2011–2015 | Parks and Recreation                       | JJ                                    |                                         |
| 2012      | Jayne Mansfield's Car                      | Bobby                                 |                                         |
| 2012      | El caballero oscuro: La leyenda renace     | Poli veterano                         |                                         |
| 2012      | Born Wild                                  | Kyle Rich                             |                                         |
| 2012      | Ambush at Dark Canyon                      | Morgan Heinz                          |                                         |
| 2013      | Beneath                                    | Mundy                                 |                                         |
| 2013-2014 | Hell on Wheels                             | Jimmy 'Two Squaws'                    | Guest role                              |
| 2014      | Castores zombies                           | Winston Gregorson                     |                                         |
| 2014      | Atlas Shrugged Part III: Who Is John Galt? | Expedidor                             |                                         |
| 2014      | Hello, My Name Is Frank                    | Puggis Tripp                          |                                         |
| 2015      | Justified                                  | Luther Kent                           | Episode: "Noblesse Oblige"              |
| 2016      | Term Life                                  | Oficial Murphy                        |                                         |
| 2017      | Twin Peaks                                 | Detective Dave Macklay                |                                         |
| 2017      | Brooklyn Nine-Nine                         | Matthew Langdon                       | Last role Episode: "Crime & Punishment" |

## Filmografía como guionista
- Evening Shade (2 episodios, 1994)
- The Right to Remain Silent (1996) (TV)
- Waking Up in Reno (2002)